# Denney Kitfox
Denney Kitfox je serija majhnih doma zgrajenih športnih letal, ki jih je zasnoval Dan Denney, proizvajalo pa njegovo podjetje Denney Aerocraft iz Idaha.Letala imajo zložljivo krilo, kar olajša transport po cesti in zmanjša prostor v hangarju. Na letalo je možno namestiti tudi plovce ali smučke. 
Kitfox je z več kot 4500 zgrajenimi eno izmed najbolj uspešnih doma zgrajenih letal. 

## Specifikacije (Kitfox Classic IV)
Podatki iz Kitfox Aircraft Website
Splošne karakteristike
- Posadka: 1
- Število sedežev: 1 potnik
- Dolžina: 18 ft 5 in (5,6 m)
- Razpon kril: 32 ft (9.76 m)
- Višina: 5 ft 8 in (1.73 m)
- Površina kril: 132 ft² (12.28 m²)
- Teža praznega letala: 650 lb (295 kg)
- Naložena teža: 1200 lb (544 kg)
- Uporaben tovor: 550 lbs (250 kg)
- Pogon letala: 1 ×  Rotax 912, 80 KM (60 kW)
- Propelerji: 1 propeller, 1 per engine

 Zmogljivost 
- Neprekoračljiva hitrost: 125 mph (203 km/h)
- Maks. hitrost: 117 mph (190 km/h)
- Potovalna hitrost: 110 mph (178 km/h)
- Hitrost porušitve vzgona: 37 mph (60 km/h)
- Doseg: 785 milj (1272 km)
- Hitrost vzpenjanja: 1200 fpm (6,1 m/s)
- Obremenitev kril: 9,09 lb/ft² (44,3 kg/m²)
- Razmerje moč/teža: 15 lb/KM (0,11 kW/kg)